# Palanga (okręg Ardżesz)
Palanga – wieś w Rumunii, w okręgu Ardżesz, w gminie Popești. W 2011 roku liczyła 275 mieszkańców.